# 大渡岗乡
大渡岗乡，是中华人民共和国云南省西双版纳傣族自治州景洪市下辖的一个乡镇级行政单位。

## 行政区划
大渡岗乡下辖以下地区：
大荒田村、大干坝村、大荒坝村、关坪村和国营大渡岗茶场场部。

## 中国传统村落
2013年8月，勐满村民小组被评为第二批中国传统村落。